# Miltochrista lutea
Miltochrista lutea là một loài bướm đêm thuộc phân họ Arctiinae, họ Erebidae.